# Riama balneator
Riama balneator — вид ящірок родини гімнофтальмових (Gymnophthalmidae). Ендемік Еквадору.

## Поширення і екологія
Riama balneator мешкають в долині річки Пуела на східних схилах вулкана Тунґурауа. Вони живуть у вологих гірських тропічних лісах, на висоті від 2646 до 2950 м над рівнем моря.

## Збереження
МСОП класифікує цей вид як такий, що перебуває під загрозою зникнення. Riama balneator загрожує знищення природного середовища.